# Foncquevillers
Foncquevillers település Franciaországban, Pas-de-Calais megyében. Lakosainak száma 393 fő (2022. január 1.). Foncquevillers Hannescamps, Sailly-au-Bois, Souastre, Bayencourt, Bienvillers-au-Bois, Bucquoy, Gommecourt és Hébuterne községekkel határos.

## Népesség
A település népességének változása:
| Lakosok száma | 457  | 445  | 450  | 435  | 427  | 420  | 412  | 399  | 393  |
|               | 2013 | 2015 | 2016 | 2017 | 2018 | 2019 | 2020 | 2021 | 2022 |